# Eucyclophylla lata
Eucyclophylla lata är en skalbaggsart som beskrevs av Waterhouse 1875. Eucyclophylla lata ingår i släktet Eucyclophylla och familjen Melolonthidae. Inga underarter finns listade i Catalogue of Life.